# Општина Деалу Мориј (Бакау)
Деалу Мориј (рум. Dealu Morii) општина је у Румунији у округу Бакау.
Oпштина се налази на надморској висини од 168 m.